# 최우수 선수
최우수 선수(最優秀選手, Most Valuable Player, MVP)는 스포츠 대회와 경기에서 가장 뛰어난 활약을 펼친 선수 혹은 그 선수에게 주는 상을 의미한다. 
최우수 선수상 / Most Valuable Player Award라는 용어도 있으나 국내외에서 최우수 선수 / Most Valuable Player 용어가 상이라는 의미까지 확장되어 널리 통용되고 있다.
대개 MVP는 기자단의 투표로 결정되며, 과반수의 표를 득표한 선수가 MVP가 된다. 수많은 스포츠에서 일부 MVP 상은 특정한 시합에만 수여되며 다른 상들은 한 계절이나 한 해를 기준으로 수여된다.

## 스포츠
스포츠의 예는 다음을 포함한다:
- 메이저 리그 베이스볼의 메이저 리그 베이스볼 최우수 선수상, 월드 시리즈 최우수 선수상, 메이저 리그 베이스볼 올스타전 최우수 선수상
- 칼리지 풋볼의 하이스먼 트로피
- KBO MVP
- K리그 MVP

## 같이 보기
- 플레이어 오브 더 매치